# Huérmeces
Huérmeces è un comune spagnolo di 136 abitanti situato nella comunità autonoma di Castiglia e León.

## Località
Il comune comprende le seguenti località:
- Huérmeces (capoluogo)
- Quintanilla-Pedro Abarca
- Ruyales
- San Pantaleón del Páramo